# Prigi (Pejagoan)
Prigi is een bestuurslaag in het regentschap Kebumen van de provincie Midden-Java, Indonesië. Prigi telt 1794 inwoners (volkstelling 2010).